# Fábio Nunes
Fábio Alexandre Silva Nunes, noto semplicemente come Fábio Nunes (Portimão, 24 luglio 1992), è un calciatore portoghese, centrocampista del Widzew Łódź.

## Caratteristiche tecniche
Gioca come ala sinistra.